# 팅커벨 3: 위대한 요정 구조대
《팅커벨 3: 위대한 요정 구조대》(Tinker Bell and the Great Fairy Rescue)는 2010년 공개된 미국의 애니메이션 영화로 꼬마 아이와 팅커벨의 이야기를 담고 있다.